# Woman in Love
Singles de Barbra Streisand
Kiss Me in the Rain
(1980) Guilty
(1980)
Woman in Love est une chanson de Barbra Streisand enregistrée en 1980 pour l'album Guilty. La chanson a été écrite par Barry et Robin Gibb des Bee Gees et s'est vendu à plus de 2,5 millions d'exemplaires dans le monde.
En France, la chanson, adaptée par Eddy Marnay sous le titre littéral Une femme amoureuse, est enregistrée par Mireille Mathieu, pour son album Un peu... Beaucoup... Passionnément, sorti chez Philips en 1980. Cette version française est éditée en face A de 45 tours avec en face B le titre Elle pense à lui, chez Philips, et connaît un succès important, se vendant à plus de 400 000 exemplaires, tandis que la version de Barbra Streisand, éditée en 45 tours par CBS France, s'y vend à plus d'1 million d'exemplaires.
L'album de Mireille Mathieu comprenant Une femme amoureuse, intitulé Un peu... Beaucoup... Passionnément, se vend quant à lui à plus de 150.000 exemplaires en France.

## Liste des pistes
| Face | Titre         | Durée |
| ---- | ------------- | ----- |
| A    | Woman in Love | 3:48  |
| B    | Run Wild      | 4:05  |

## Accueil

### Classements
| Hit (1980)           | Classement |
| -------------------- | ---------- |
| Italie               | 1          |
| France               | 1          |
| Espagne              | 1          |
| Irlande              | 1          |
| Norvège              | 1          |
| Suède                | 1          |
| Royaume-Uni          | 1          |
| US Billboard Hot 100 | 1          |

### Classement en fin d'année
| Pays        | Classement |
| ----------- | ---------- |
| France      | 1          |
| Royaume-Uni | 2          |
| États-Unis  | 35         |
| Singapour   | 4          |

## Personnel
| Barbra Streisand | Voix                            |
| Barry Gibb       | Guitare acoustique, arrangement |
| Pete Carr        | Guitare solo                    |
| Richard Tee      | Claviers                        |
| Harold Cowart    | Guitare basse                   |
| Steve Gadd       | Percussion                      |
| Joe Lala         | Shaker                          |
| Denise Maynelli  | Choriste                        |
| Myrna Mathews    | Choriste                        |
| Marti McCall     | Choriste                        |
| Jerry Peel       | Cor d'harmonie                  |

## Anecdotes
Cette chanson est mentionnée dans la chanson d'Ottawan intitulée La Siest'avec toi : « la première fois qu'on a dansé c'était sur A Woman in Love ».